# Ciloto
Ciloto is een bestuurslaag in het regentschap Cianjur van de provincie West-Java, Indonesië. Ciloto telt 9078 inwoners (volkstelling 2010).